# (38266) 1999 RH23
1999 RH23 (asteroide 38266) é um asteroide da cintura principal. Possui uma excentricidade de 0.08315530 e uma inclinação de 2.46632º.
Este asteroide foi descoberto no dia 7 de setembro de 1999 por LINEAR em Socorro.